# اجداد: اودیسه بشریت
اجداد: اودیسه بشریت (انگلیسی: Ancestors: The Humankind Odyssey) یک بازی ویدئویی در سبک بقا است که توسط پرایویت دیویژن و در سال ۲۰۱۹ و در پلت‌فرم مایکروسافت ویندوز، پلی‌استیشن ۴ و اکس‌باکس وان منتشر شده‌است.